# Lijst van rijksmonumenten in Nieuwvliet
De plaats Nieuwvliet telt 8 inschrijvingen in het rijksmonumentenregister. Hieronder een overzicht.
| Object                                                                                              | Oorspronkelijke functie?  | Bouwjaar      | Architect | Locatie             | Coördinaten?                  | Nr.?   | Afbeelding                                                                                          |
| --------------------------------------------------------------------------------------------------- | ------------------------- | ------------- | --------- | ------------------- | ----------------------------- | ------ | --------------------------------------------------------------------------------------------------- |
| Hervormde kerk                                                                                      | Kerk en kerkonderdeel     | 1658-1659     |           | Dorpsstraat 25      | 51° 22' 19" NB, 3° 28' 21" OL | 31527  | Meer afbeeldingen                                                                                   |
| Molen van Nieuwvliet                                                                                | Industrie- en poldermolen | 1850          |           | Molenweg 3          | 51° 22' 32" NB, 3° 28' 1" OL  | 31529  | Meer afbeeldingen                                                                                   |
| Het Koekoeksnest: woonhuis, gebouwd in streek-eigen bouwtrant                                       | Woonhuis                  | 1895          |           | Sint Jansdijk 7     | 51° 22' 23" NB, 3° 26' 58" OL | 509225 | Upload foto                                                                                         |
| Koekoeksnest: bakhuis/karnhok en washok                                                             | Boerderij                 | 1895          |           | Sint Jansdijk 7     | 51° 22' 23" NB, 3° 26' 58" OL | 509226 | Upload foto                                                                                         |
| Koekoeksnest: dwarsdeelschuur                                                                       | Boerderij                 | eind 19e eeuw |           | Sint Jansdijk 7     | 51° 22' 23" NB, 3° 26' 58" OL | 509227 | Koekoeksnest: dwarsdeelschuur                                                                       |
| Koekoeksnest: dwarsdeelschuur, geheel opgetrokken uit gepotdekselde houten delen op bakstenen plint | Boerderij                 | 1895          |           | Sint Jansdijk 7     | 51° 22' 23" NB, 3° 26' 58" OL | 509228 | Koekoeksnest: dwarsdeelschuur, geheel opgetrokken uit gepotdekselde houten delen op bakstenen plint |
| Varkenshok                                                                                          | Boerderij                 | 1895          |           | Sint Jansdijk 7     | 51° 22' 23" NB, 3° 26' 58" OL | 509229 | Upload foto                                                                                         |
| Molen Luteyn                                                                                        | Industrie- en poldermolen | 1850          |           | Mettenijedijk bij 3 | 51° 22' 15" NB, 3° 28' 11" OL | 527655 | Meer afbeeldingen                                                                                   |